# Bauma
|  | Aquest article tracta sobre el municipi de Suïssa. Si cerqueu una cova oberta, vegeu «balma». |

Bauma és un municipi del cantó de Zúric (Suïssa), situat al districte de Pfäffikon.